# Annarosa Buttarelli
Annarosa Buttarelli (Bozzolo, 1º marzo 1956) è una filosofa italiana nell’ambito del Pensiero della Differenza sessuale e della Filosofia di trasformazione.

## Biografia
Nata in provincia di Mantova, passa la sua infanzia a Canneto sull'Oglio.
Dopo essersi iscritta alla facoltà di Filosofia dell'Università Statale di Milano e aver compiuto gran parte della sua formazione in questo ateneo si laurea in Filosofia presso l’Università degli Studi di Verona e in questo contesto, nel 1988, entra a far parte della Comunità Filosofica Diotima, su proposta di Luisa Muraro, di cui diverrà assistente per l'insegnamento di Ermeneutica filosofica.
Terrà questo insegnamento per parecchi anni, anche per la Facoltà di Scienze della formazione.
Fino all'anno accademico 2016/2017 ha tenuto l'insegnamento di Filosofia della storia presso il Dipartimento di Scienze Umane dell'Università di Verona.
Ha sviluppato una collaborazione, dal 1995 al febbraio 2000, con Laura Boella e la sua cattedra di Filosofia Morale della Facoltà di Lettere e Filosofia dell’Università Statale di Milano, presso la quale ha tenuto lezioni sul pensiero di María Zambrano, Edith Stein, Platone e Sant’Agostino.
In contemporanea ha lavorato per l’Amministrazione Pubblica della Regione Lombardia, in qualità di funzionaria per la “promozione educativa e culturale degli adulti” fino al 2010.
Ha fondato l'Associazione "Aspasia di Mileto" che è stata certificatrice della professione “Consulenza filosofica di trasformazione”. In questo ambito, Annarosa Buttarelli ha elaborato, presso l’Università di Verona, un Master di II livello che fa formazione in Filosofia di trasformazione.
È intrecciata all’attività universitaria la presenza all’interno della progettazione culturale avanzata che coniuga le istanze della politica della differenza sessuale all’avvicinamento delle ricerche intellettuali alle istanze della vita popolare contemporanea. In questo ambito, sono nate alcune realizzazioni come la Scuola di Cultura Contemporanea di Mantova, il Festivaletteratura, le Accademie della Maestria femminile e, nel 2018, la Fondazione Scuola di Alta Formazione per Donne di Governo di cui è Direttrice Scientifica.
La sua ricerca si concentra anche sulle relazioni tra le pratiche filosofiche e le pratiche artistiche. Frutto di queste ricerche sono le esperienze espositive Mat/Tam che, dal 2012 conduce con Lucio Pozzi. È ideatrice e docente del seminario integrativo interdisciplinare “Elementi di Filosofia nelle pratiche artistiche”, che dal 2016 svolge presso l’Accademia di Belle Arti di Venezia. Nello stesso anno ha cominciato una collaborazione con la Galleria Nazionale d’Arte Moderna e Contemporanea di Roma, diretta da Cristiana Collu, dove ha curato fino al dicembre 2023 diversi progetti culturali e ha avuto l’incarico di presiedere il comitato scientifico dell’Archivio Carla Lonzi.
Nella stessa Galleria Nazionale ha contribuito a creare il "Fondo di interesse nazionale Carla Lonzi", consultabile in Opac
Dal 1997 al 2009, ha curato la realizzazione della rivista “ViaDogana” della Libreria delle donne di Milano. È stata consulente editoriale per la saggistica filosofica delle edizioni Baldini, Castoldi e Dalai. Attualmente dirige le collane “Corrispondenze di María Zambrano” e “Pensiero e pratiche di trasformazione” per la casa editrice Moretti&Vitali.
E' curatrice, per conto della casa editrice La Tartaruga-La nave di Teseo della ripubblicazione delle opere di Carla Lonzi.
Ha ideato ed è stata Content Director del Master in Management della comunicazione e delle politiche culturali, sostenuto da Maria Grazia Chiuri, presso l'Università IUAV di Venezia.

## Opere
- Fare autorità, disfare potere, in Diotima, Oltre l’uguaglianza. Le radici femminili dell’autorità, Liguori, Napoli 1995.
- Partire da sé confonde Creonte, in Diotima, La sapienza di partire da sé, Liguori, Napoli 1996.
- Lavorare radicalmente, in Aa. Vv., La rivoluzione inattesa. Donne al mercato del lavoro, Pratiche, Milano 1997
- (con Laura Boella), Per amore di altro. L’empatia a partire da Edith Stein, Raffaello Cortina, Milano 2000.
- Duemilaeuna. Donne che cambiano l’Italia. A cura di Annarosa Buttarelli, Luisa Muraro, Liliana Rampello, Pratiche, Milano 2000. (Tradotto in Spagna)
- Tabula rasa. L’insegnamento di Carla Lonzi, in Diotima, Approfittare dell’assenza. Punti di avvistamento sulla tradizione, Liguori, Napoli 2002.
- Poesia madre della filosofia. Per una filosofia della passività efficace, in Aa. Vv. In fedeltà alla parola vivente. Studi su Maria Zambrano, a cura di Chiara Zamboni, Firenze, Alinea 2002.
- C’è una pratica dell’empatia?, in Francesca Brezzi (a cura di) Amore ed empatia. Ricerche in corso, Franco Angeli, Milano 2003.
- Una filosofa innamorata. Maria Zambrano e i suoi insegnamenti, Bruno Mondadori, Milano 2004
- Concepire l’infinito, a cura e con saggi di Annarosa Buttarelli, La Tartaruga, Milano 2005.
- Maledire, pregare, non domandare, in Diotima, La magica forza del negativo, Liguori, Napoli 2005.
- Antigona, la chica piadosa, in “DUODA.Rivista d’Estudis Feministes”, num. 28, Universitat de Barcelona, Barcellona 2005.
- Me stessa non io. Carla Lonzi scrive il suo “diario”, in Mancarsi. Assenza e rappresentazione del sé nella letteratura del Novecento, a cura di Laura Graziano, Ombre Corte, Verona 2005.
- Figure dell'angoscia femminile, in AA. VV., Lo straniero che è in noi, a cura di Giorgio Rimondi, CLUEC, Cagliari 2005
- La passività. Un tema filosofico-politico in Maria Zambrano, a cura e con introduzione di Annarosa Buttarelli, Bruno Mondadori, Milano 2006.
- María Zambrano, La Spagna di Galdós. La vita umana salvata dalla Storia, a cura, revisione della traduzione e introduzione di Annarosa Buttarelli, trad. di Laura Mariateresa Durante, Marietti 1820, Genova-Milano 2006.
- Aa. Vv. La perenne aurora del pensiero. Nuove letture di María Zambrano, a cura di Annarosa Buttarelli, CUEC, Cagliari 2007.
- María Zambrano, Dalla mia notte oscura. Lettere tra Reyna Rivas e María Zambrano, a cura e introduzione di Annarosa Buttarelli, trad. di Manuela Moretti, Moretti&Vitali, Bergamo-Milano 2008
- Per l’amore e per la libertà. Scritti sulla filosofia e sull’educazione, trad. e cura di Annarosa Buttarelli, Marietti1820, Genova-Milano, 2008.
- Aa. Vv., Il pensiero dell’esperienza, a cura e introduzione di Annarosa Buttarelli e Federica Giardini, Baldini Castoldi Dalai, Milano 2008.
- Politica dell’altro mondo, in Diotima, Immaginazione e politica, Liguori, Napoli 2009.
- Sovrane, in Diotima, Potere e politica non sono la stessa cosa, Liguori, Napoli 2009.
- Carla Lonzi, Taci, anzi parla. Diario di una femminista, a cura e con Postfazione di Annarosa Buttarelli, et al. Edizioni, Milano 2010
- Eugénie Lémoine-Luccioni, Il taglio femminile. Saggio sul narcisismo, trad. di Rosella Prezzo, postfazione di Annarosa Buttarelli, et al. Edizioni, Milano 2011
- Maria Zambrano, Edison Simons, La nostra patria segreta. Lettere e testi, tr. di Manuela Moretti, a cura e con introduzione di Annarosa Buttarelli, Moretti&Vitali, Bergamo-Milano 2012;
- Elsa Morante e Carla Lonzi: un incontro mancato, in “il Giannone. Semestrale di cultura e letteratura”, n. 19/20, gennaio-dicembre 2012.
- Sovrane. L'autorità femminile al governo, il Saggiatore, Milano 2013
- María Zambrano, Lettere da La Pièce, vol.1°, pref. di Agustìn Andreu,  saggio intr. di Luisa Vantini, tr. di Manuela Moretti, cura, revisione trad. e note di Annarosa Buttarelli, Moretti&Vitali, Bergamo-Milano 2014.
- Pensare veramente è pensare radicalmente. La filosofia in atto e in pratica, in "Filosofia e pratiche filosofiche", n. monografico della rivista "B@belonline", n. 14-15, 2015.
- La danza della forza. Filosofia, etica e yoga per la vita femminile, (con Gabriella Cella), Moretti&Vitali, Bergamo-Milano 2015.
- María Zambrano, Lettere da La Pièce, vol.2°, pref. di Agustìn Andreu, tr. di Manuela Moretti, cura, revisione trad. e note di Annarosa Buttarelli, Moretti&Vitali, Bergamo-Milano 2016.
- Sovrane. L'autorità femminile al governo, il Saggiatore, Milano 2017 (riedizione aggiornata e accresciuta)
- Bene e male sottosopra. La rivoluzione delle filosofe, Tlon, Roma 2023
- Carla Lonzi. Una filosofia della trasformazione, Giangiacomo Feltrinelli editore, Milano 2024.